# José de Freitas Ribeiro
José de Freitas Ribeiro (Parede, 23 mei 1868 - 3 november 1929) was een Portugees fregattenkapitein en politicus tijdens de Eerste Portugese Republiek.

## Levensloop
Na zijn schoolopleiding volgde hij een militaire loopbaan en kon opstijgen tot fregattenkapitein.
Nadat de Eerste Portugese Republiek in oktober 1910 werd uitgeroepen, werd hij politiek actief. Eerst was hij van november 1910 tot mei 1911 gouverneur-generaal van Mozambique, waarna hij van november 1911 tot juni 1912 minister van Koloniën was in de regering van Augusto de Vasconcelos. In januari 1913 tot februari 1914 was hij minister van Marine in de regering van Afonso Costa.
Als lid van de Constitutionele junta was hij van 14 tot en met 17 mei 1915 in feite premier van Portugal.
Hij eindigde zijn loopbaan als gouverneur-generaal van Portugees-Indië, wat hij was van 1917 tot 1919.
- Gemeinsame Normdatei: 1188047442
- International Standard Name Identifier: 0000 0000 6950 4937
- Virtual International Authority File: 99303207
- WorldCat: E39PBJvt4rYyyjQVd3GHfMrH4q